# Édouard Tavan
 (août 2012).
Si vous disposez d'ouvrages ou d'articles de référence ou si vous connaissez des sites web de qualité traitant du thème abordé ici, merci de compléter l'article en donnant les références utiles à sa vérifiabilité et en les liant à la section « Notes et références ».
Pour les articles homonymes, voir Tavan.
Édouard Tavan est un poète suisse de style parnassien, né à Genève le 18 mai 1842 et mort le 3 août 1919 dans la même ville, où il fut professeur de latin.

## Œuvres
- Fleurs de rêve (1889)
- Fantaisie occultiste (1900)
- La Coupe d’onyx (1903)
- Myrtes d’antan (1918)
- La Ronde des mois

## Nous et références
1. ↑  « Je cherche des informations sur le poète genevois Edouard Tavan et notamment sur sa "ferme Tavan" à Champel | Bibliothèques Municipales | Ville de Genève : Sites des institutions », sur institutions.ville-geneve.ch (consulté le 30 mai 2022)
2. ↑  « Chemin Edouard-TAVAN | Noms géographiques du canton de Genève », sur ge.ch (consulté le 30 mai 2022)

## Liens
- Notices d'autorité :   - VIAF
  - BnF (données)
  - GND
  - Pays-Bas
- Quelques poèmes